# Pete Murray
Peter Murray James, (né le 19 septembre 1925), connu via le nom de Pete Murray, est un présentateur de radio et de télévision et acteur britannique. 

## Biographie
Il réalise, et est connu principalement pour sa présence à la BBC, principalement pour ses interventions sur le Light Programme, Radio 1, Radio 2 et Radio 4. Dans les années 1950, Murray devient l'un des premiers présentateurs de télévision de musique pop britannique, animant l'émission de rock and roll Six-Five Special (1957-1958) et étant panéliste régulier dans Juke Box Jury (1959-1967). Présent régulièrement à la présentation du Concours Eurovision de la Chanson par la BBC. Murray est revenu à la radiodiffusion pour une émission spéciale de Boom Radio le lendemain de Noël 2021, après 70 ans après le début de sa carrière. Il est revenu à la station le jour suivant de Noël 2022 où il a présenté une émission de deux heures aux côtés de son ami fidèle David Hamilton.
Murray rejoint pour le service anglais de Radio Luxembourg pour la première fois en 1949, il est annonceur permanent au Grand-Duché, et y reste jusqu'en 1956. De retour à Londres, et s'appelant désormais « Pete » plutôt que « Peter », il continue à être régulièrement entendu sur Radio Luxembourg pendant de nombreuses années, introduisant des programmes sponsorisés enregistrés. Il présente de la musique populaire dans le BBC Light Programme, notamment dans l'émission Pete Murray's Party de 1958 à 1961 et anime l'un des premiers programmes de musique orientée pop de la BBC Television, le Six-Five Special basé sur le skiffle (1957-1958) ; les autres présentateurs réguliers sont Jo Douglas et Freddie Mills. Il apparait régulièrement au sein du jury du Juke Box de la même chaîne (1959-1967). Il est le « DJ invité » de plusieurs éditions de Thank Your Lucky Stars sur ABC-TV (1961-1966) et il anime ensuite Come Dancing.
Il est l'un des premiers présentateurs réguliers de Top of the Pops lors de son lancement en janvier 1964. En 1961, il partage la vedette avec Dora Bryan dans une sitcom télé parlant de deux jeunes mariés intitulée "Happily Ever After".